# Госзаповідника
Госзаповідника (рос. Госзаповедника) — селище у Володарському районі Астраханської області Російської Федерації.
Населення становить 7 осіб (2010). Входить до складу муніципального утворення Калінінська сільська рада.

## Історія
Населений пункт розташований на території українського етнічного та культурного краю Жовтий Клин. Згідно із законом від 6 серпня 2004 року органом місцевого самоврядування є Калінінська сільрада.

## Населення
| 2002 | 2010 |
| ---- | ---- |
| 21   | ↘7   |